# Педро Сольбес
Педро Сольбес Міра (ісп. Pedro Solbes Mira; 31 серпня 1942, Аліканте — 18 березня 2023, Мадрид) — іспанський політик. Безпартійний, близький до ІСРП. У 2004–2009 роках обіймав посаду міністра економіки і фінансів в кабінеті Сапатеро, будучи другим заступником голови уряду Іспанії.

## Біографія
Педро Сольбес вивчав політичні науки в Аліканте і юриспруденцію в Університеті Комплутенсе. Брав участь у роботі переговорної групи, що займалася питаннями вступу Іспанії в Європейську Спільноту. У 1985 році отримав портфель державного міністра з європейських питань в уряді Феліпе Гонсалеса. У 1991 році працював міністром сільського господарства, а в 1993–1996 роках — міністром економіки Іспанії.
Будучи представником Іспанії в Європейській комісії, у вересні 1999 року був призначений комісаром з питань економіки і грошової політики. Після парламентських виборів 2004 року в Іспанії 14 березня 2004 прем'єр-міністр Іспанії Сапатеро призначив Сольбеса своїм другим заступником і «суперміністром» економіки і фінансів.
Незважаючи на протиріччя в економічній політиці, що виникли між лібералом Сольбесом і радником Сапатеро з економічних питань Мігелем Себастіаном, що виступав скоріше з кейнсіанських позицій, на прохання Сапатеро Сольбес погодився продовжити роботу в уряді після перемоги ІСРП на парламентських виборах 2008 року, хоча був змушений змиритися з тим, що Мігель Себастіан був призначений новим міністром промисловості і торгівлі.
Після початку фінансової та економічної кризи, Сольбес піддавався критиці за недооцінку її масштабів і 7 квітня 2009 року в результаті перестановок в уряді був змінний Еленою Сальгадо, яка раніше очолювала міністерство громадського управління Іспанії. В даний час входить до складу ради директорів енергетичної компанії Enel.